# Cornelia Weihe

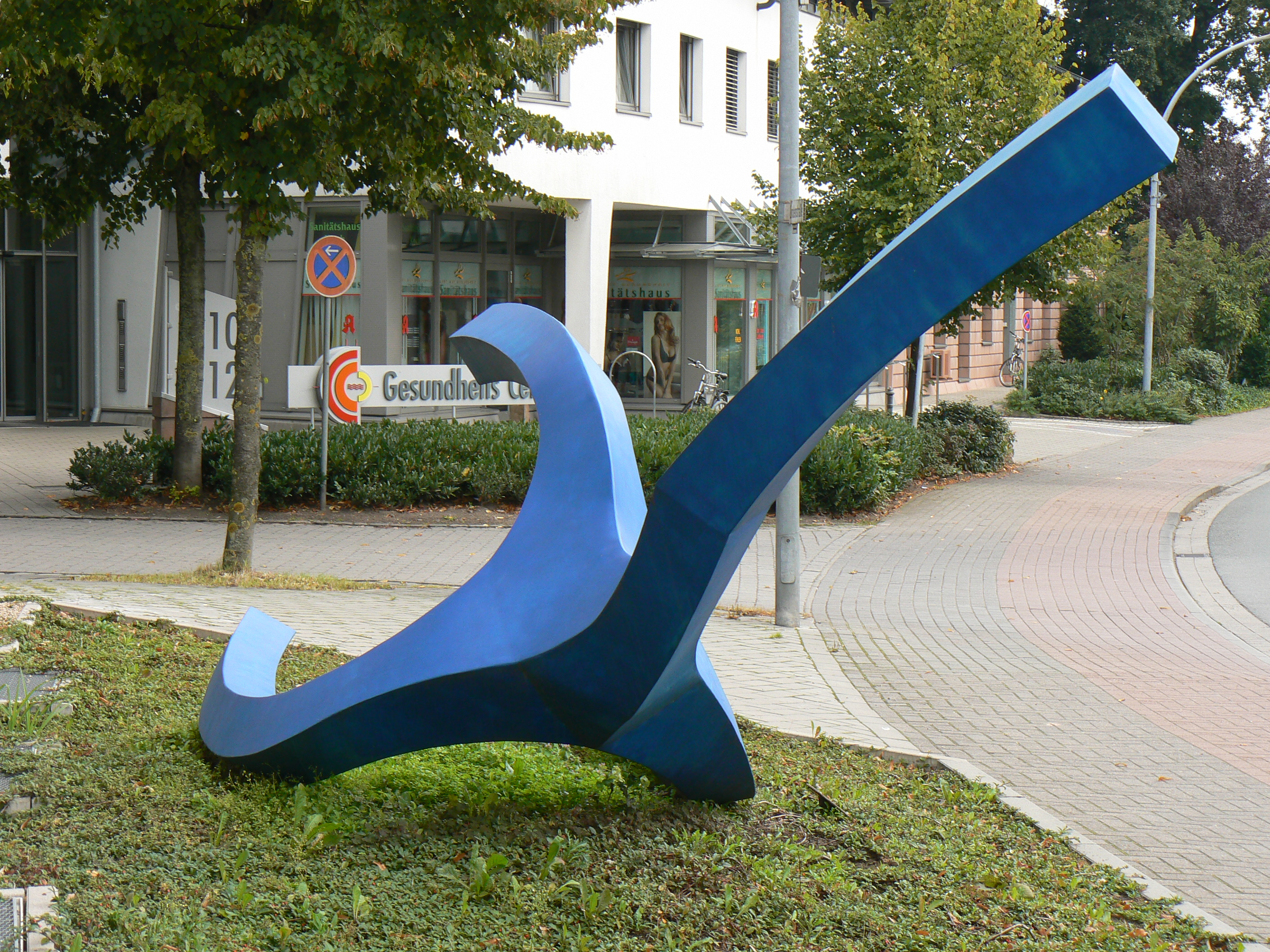
Blauer Zweig in Damme

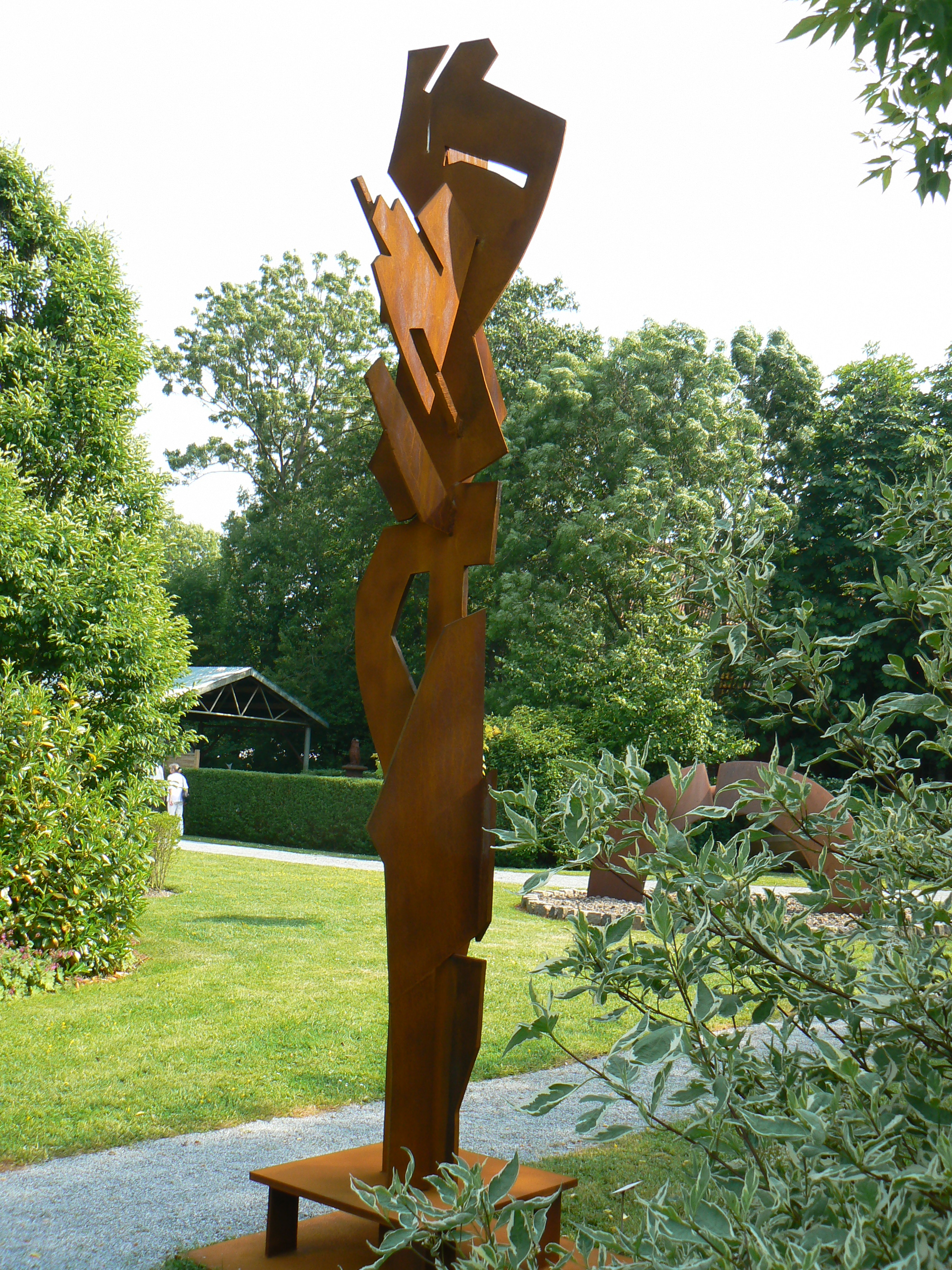
Stehende in Funnix

Cornelia Weihe (* 11. September 1959 in Karl-Marx-Stadt) ist eine deutsche Malerin und Bildhauerin.

## Leben und Werk
Unmittelbar nach ihrer Schulausbildung nahm Cornelia Weihe an Praxiskursen in verschiedenen Betrieben teil, wie in Colditz in einer Porzellanfabrik, in Karl-Marx-Stadt in der Produktionsgenossenschaft des Handwerks (PGH) Vorwärts und in Thale am Institut für Emailarchitektur. Von 1981 bis 1988 studierte sie an der Burg Giebichenstein Hochschule für Kunst und Design Halle in Halle an der Saale in der Fachrichtung Metallbildhauerei und Email bei Irmtraud Ohme. In nachfolgenden Jahren arbeitete sie als freischaffende Künstlerin und wurde 1990 auf der Burg Giebichenstein Kunsthochschule Halle als wissenschaftliche Mitarbeiterin angestellt.
1991 gründete sie mit dem Bildhauer Rainer Henze das Atelier für Metallkunst. Weihe und Henze stellten gemeinsam oder einzeln zahlreiche ihrer Arbeiten zum Thema Figuren aus Metall vom September 2007 bis Dezember 2008 in München, Meiningen, Hofbieber-Kleinsassen, Celle, Merseburg und Bamberg aus.
Nach der Wiedervereinigung gehörte Weihe 1993 zu den ost- und westdeutschen Bildhauern, deren Werke für die Ausstellung Stahlplastik in Deutschland der Staatlichen Galerie Moritzburg in Halle ausgewählt wurden. Sie beteiligte sich an verschiedenen Bildhauersymposien, darunter am 3. Ostfriesischen Bildhauer-Symposion von 1990 für Stahlbildhauer in der ostfriesischen Stadt Wittmund mit weiteren Bildhauern wie Klaus Duschat, David Lee Thompson, Wolfram Schneider und Leonard Wübbena, dem Leiter dieses Symposions. Sie stellte ihr Werk Große Liegende her, die ein Teil der Staatlichen Sammlung Dresden wurde und sie wurde 1996 mit dem Ernst-Rietschel-Kunstpreis für Bildhauerei der Stadt Pulsnitz ausgezeichnet.
Cornelia Weihe lebt und arbeitet in Halle.

## Werke im Öffentlichen Raum (Auswahl)
- 1989 Torso
- 1990 Große Liegende, Staatliche Sammlung Dresden Albertinum in Dresden
- 1997/1998 Impuls, Landesversicherungsanstalt Sachsen-Anhalt in Halle
- 2000 Stehende, Skulpturengarten Funnix in Funnix
- 2001 Kumulus, Halle-Dieskau
- 2004 Blauer Zweig, Skulpturenweg Skulpturenpfad Damme in Damme
- 2006 Flugkörper, Halle-Dieskau
- 2006/2007  Zugvogel, Dieskauer Park, Halle